# La pugliata
La pugliata è un album di Leone Di Lernia, accompagnato dalla "New Rock Band" (accreditata sul retro copertina), pubblicato nel 1979.

## Tracce
1. La pugliata
2. La donna e l'età
3. Vieni fuori
4. La stitichezza
5. Sfregamece
6. Ti dico vai
7. Non si fila
8. Un'altra volta